# آنی گلدن
آنی گلدن (انگلیسی: Annie Golden؛ زادهٔ ۱۹ اکتبر ۱۹۵۱) یک هنرپیشه، و خواننده اهل ایالات متحده آمریکا است. وی از سال ۱۹۷۹ میلادی تاکنون مشغول فعالیت بوده‌است.
او در فیلم ناامیدانه در جستجوی سوزان، خصلت خانوادگی، برای همیشه، لولو، تجارت بی‌چون‌وچرا، عشق در خطر، خیابان واکین و مقدمه یک بوسه بازی کرده است.